# Venus de Mèdici

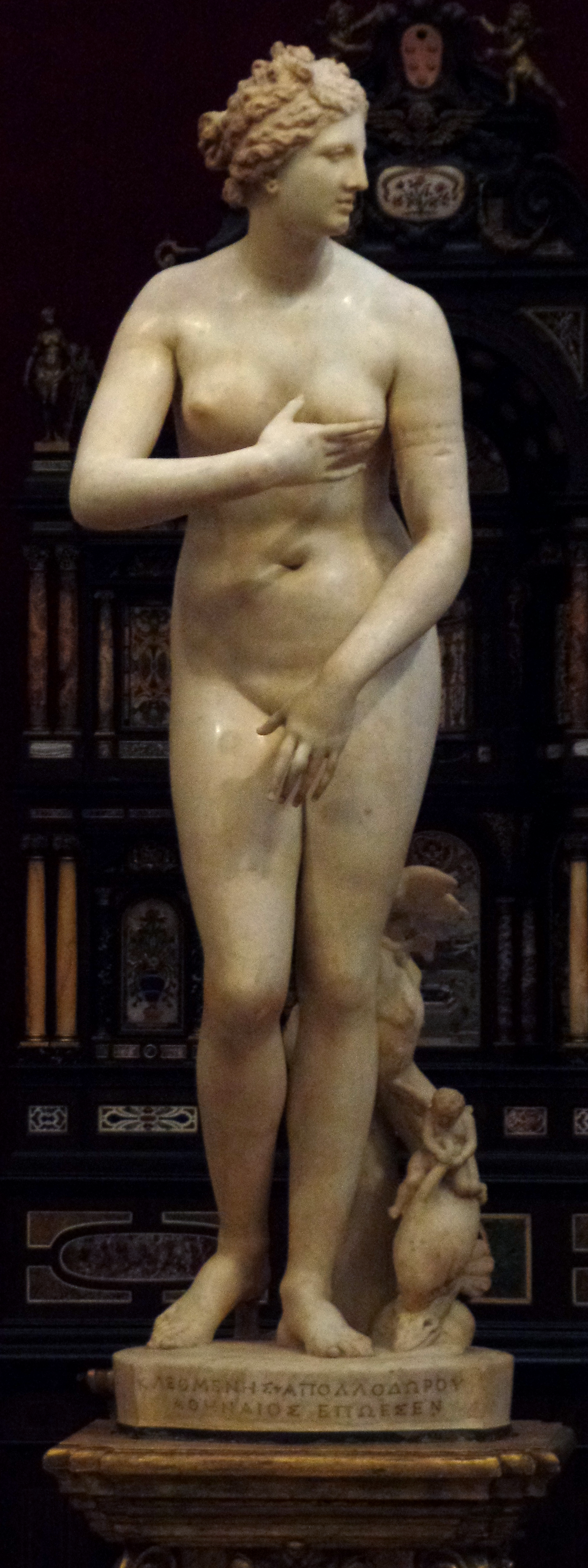
La Venus de Mèdici

La Venus de Mèdici és una escultura hel·lenística en marbre a escala real que representa la dea Venus o Afrodita. És una còpia en marbre del s. I ae, feta potser a Atenes, d'un original grec en bronze, seguint el tipus de l'Afrodita púdica, que l'hauria realitzat un escultor en la immediata tradició de Praxíteles, potser a la fi del segle. S'ha convertit en un dels punts crucials del progrés de la tradició clàssica occidental, les referències de la qual resumeixen els canvis de gust i el procés de recerca clàssica. S'exhibeix a la Galeria Uffizi, a Florència (Itàlia).
La dea es representa en una posa momentània, com si hagués estat sorpresa en el moment d'emergir de la mar, a la qual al·ludeix el dofí als seus peus, que no hauria estat un suport necessari per al bronze original.
Conté la inscripció grega CLEÒMENES, FILL D'APOL·LODOR D'ATENES a la base. La inscripció no és original, però al s. XVIII el nom «Cleòmenes» es gravava sobre escultures de poca qualitat per augmentar-ne el valor, mentre es dubtava de la inscripció en la Venus de Mèdici per poder atribuir l'obra a un dels noms de més consideració: a part de Praxíteles, els menys probables Fídies o Escopes. Les restauracions dels braços, les feu Ercole Ferrata, que li donà dits manieristes, llargs i fins.
Amb el nom «Venus de Mèdici» n'hi ha moltes rèpliques i fragments d'aquesta versió del tema de Praxíteles, que introduí la representació nua a grandària real d'Afrodita. Tot i que aquesta variant no és identificable en cap obra conservada, degué ser molt coneguda pels experts grecs i romans. La més propera en caràcter i qualitat major és una Venus de marbre del Museu Metropolità d'Art.
Aquestes escultures es descriuen com «còpies romanes», perquè foren produïdes, sovint per escultors grecs, en qualsevol lloc sota dominació romana «entre la dictadura de Sul·la i la cessió de la capital a Constantinoble, del 81 ae al 330.» La qualitat pot variar-ne des de l'obra executada per un bon escultor per a un patró entés fins a còpies vulgars fabricades en massa per als jardins.

## Descobriment i exhibició

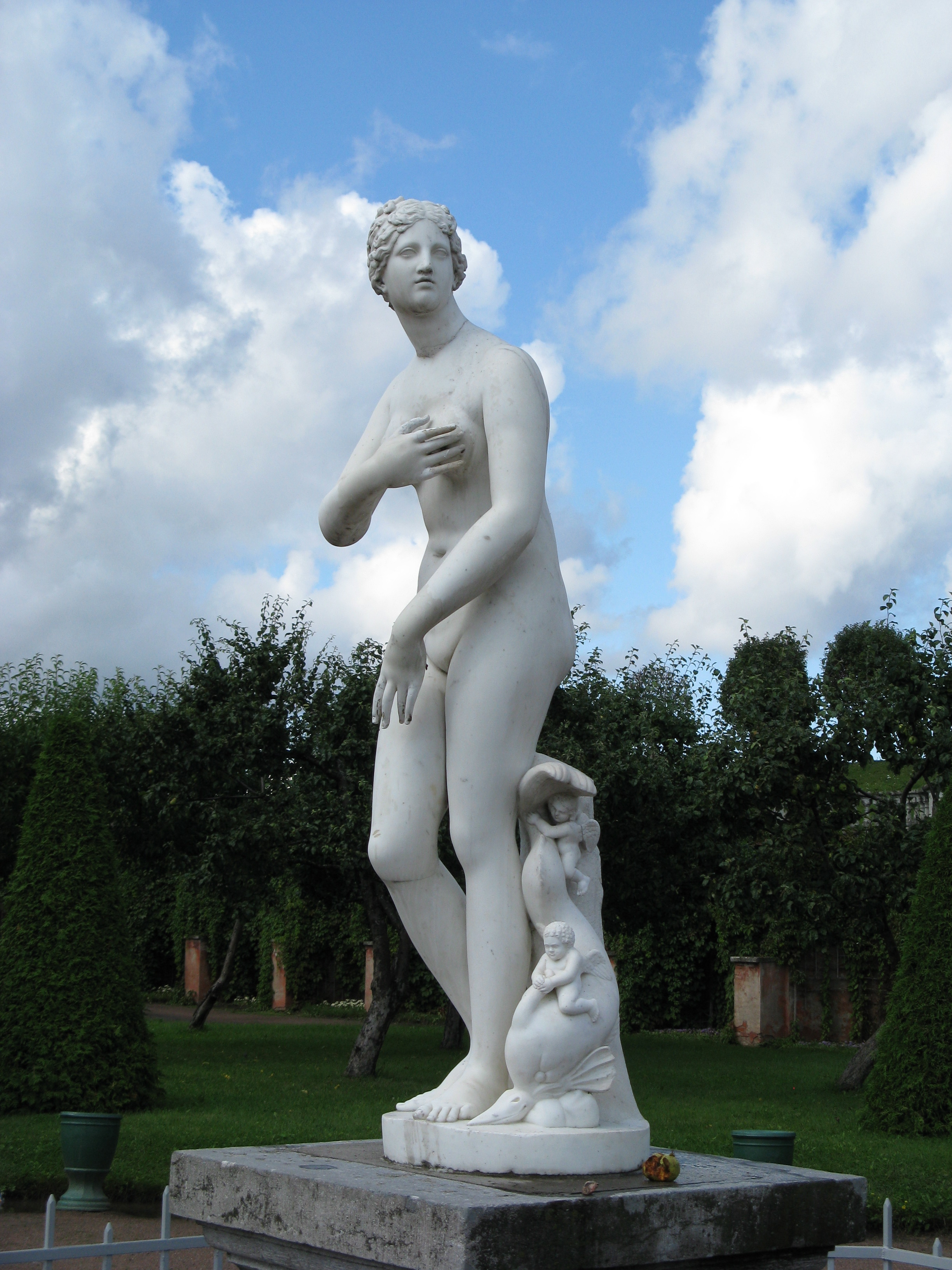
Còpia en marbre del s. XVIII de la Venus de Mèdici al Palau Peterhof (Sant Petersburg)

L'origen de la Venus no està documentat: «la seua reputació sembla haver crescut gradualment», assenyalaren Francis Haskell i Nicholas Penny. Fou publicada en la col·lecció de la Vil·la Mèdici (Roma), al 1638, en tres làmines en l'antologia de les escultures més nobles que els estralls del temps havien respectat a Roma, compilada per François Perrier. La Venus ja era coneguda al 1559, segons sembla, per una reducció en bronze en la sèrie d'escultures romanes més famoses que s'exhibí en un gabinet acabat aquest any i encarregat per Nicolò Orsini, comte de Pitigliano, com a regal per a Felipe II: les escultures eren de l'artista holandés format al taller de Benvenuto Cellini, Willem van Tetrode, anomenat Guglielmo Fiammingo a Itàlia.

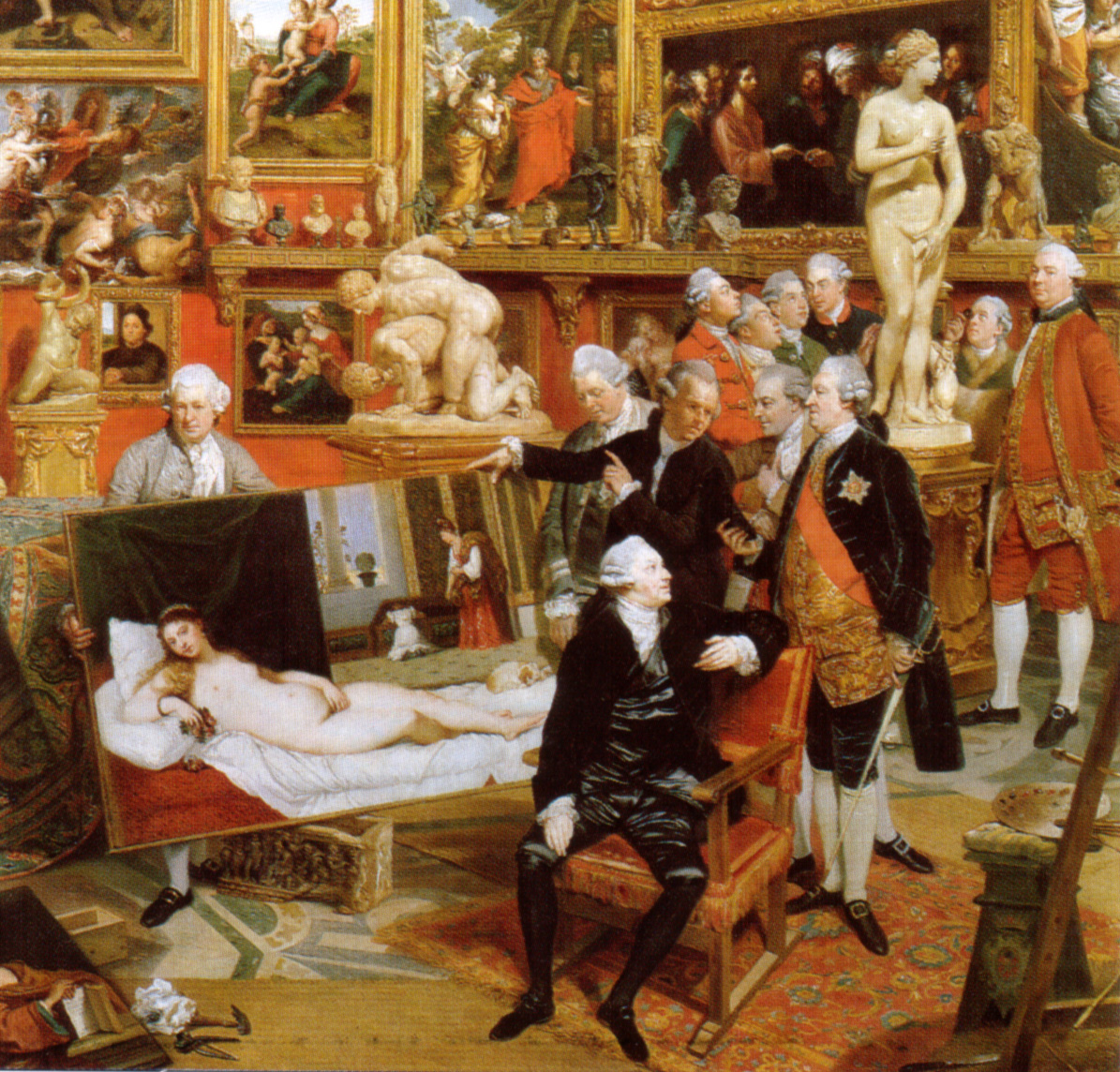
Detall del quadre de 1778 de Johann Zoffany La tribuna dels Uffizi (actualment en la Royal Collection), que mostra la Venus (dreta) exposada en la Tribuna, envoltada per experts anglesos i italians

Tot i que els visitants de Roma com John Evelyn la consideraven «un miracle de l'art», fou enviada a Florència a l'agost de 1677 pel papa Innocenci XI, perquè estimulava el comportament obscé. En la Tribuna dels Uffizi era un punt culminant del Grand Tour i se la considerava una de les millors estàtues antigues conservades, fins que un canvi en el gust començà a produir-se al s. XIX. Lucca Giordano feu centenars de dibuixos de la Venus, Samuel Rogers acudia a visitar-la diàriament, Zoffany la inclogué en el seu quadre de 1778 La tribuna dels Uffizi, i Lord Byron dedicà cinc estrofes en Childe Harold a descriure-la. Fou una de les obres d'art precioses enviades a Palerm al 1800 per salvar-les dels voraços francesos, sense èxit: s'exercí tanta pressió diplomàtica que la Venus de Mèdici fou enviada a París al 1803. Després de la caiguda de Napoleó, tornà a Florència el 27 de desembre de 1815.

## L'Afrodita del Museu Metropolità
L'Afrodita de marbre del Museu Metropolità d'Art de Nova York és una rèplica propera de la Venus de Mèdici. La posa del cap és indubtablement diferent, perquè no es trencà com altres parts, com quan es van perdre els braços irremeiablement. Sobre el pedestal queda el peu esquerre, amb part del suport del dofí i el tronc de l'arbre, i una resta del peu dret perdut, restaurat gràcies a un motle, ja que l'escultura tenia dues seccions unides per motles agafats de les cames de la Venus de Mèdici. Per datar les rèpliques, es para esment a detalls menors dels dofins que hi afegiren els copistes, en què queden de relleu les convencions estilístiques: el Metropolità data la seua Afrodita del tipus Mèdici de l'època augusta.
L'Afrodita del Metropolità pertanyia a la col·lecció del comte von Harbuval genammt Chamaré de Silèsia, el progenitor del qual, el comte Schlabrendorf, feu el Grand Tour i mantingué correspondència amb Johann Joachim Winckelmann.

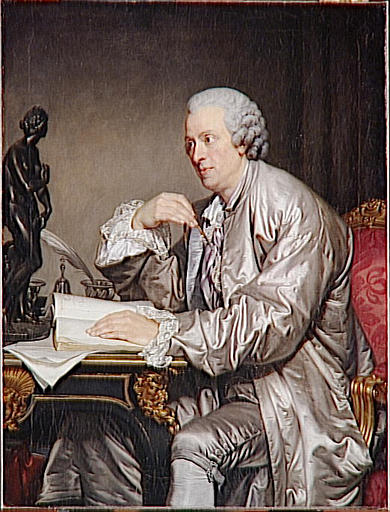
Retrat de Claude-Henri Watelet amb la Venus de Mèdici, c. 1765

## Còpies modernes
La Venus de Mèdici és una de l'antiguitats més copiades. Lluís XIV de França en tingué no menys de cinc, marbres de Carlier, Clérion, Coysevox i Frémery, i un bronze dels germans Keller. Còpies en plom de la Venus de Médici estan presents en molts jardins anglesos i europeus, de vegades en templets. En petites imatges de bronze figurà entre les antiguitats més familiars representades als gabinets de col·leccionistes: al retrat de Claude-Henri Watelet pintat per Greuze c. 1763-65, l'autor de L'Art de peindre apareix amb un peu de rei i un llibre de notes, contemplant una estatueta de bronze de la Venus. Fins i tot fou reproduïda en porcellana de Sèvres, que tenia el blanc mat del marbre.
L'escultor nord-americà Hiram Powers basà la seua estàtua de 1844 L'esclava grega en la Venus de Mèdici..